# Hosszkontrakció
A fizikában a  hosszkontrakció vagy relativisztikus rövidülés olyan jelenség, melyet egy szemlélő egy hozzá képest nagy sebességgel mozgó tárgy esetében figyelhet meg. Ezt a megállapítást először  Hendrik Lorentz fogalmazta meg, ezért gyakran hívják Lorentz-rövidülésnek vagy Lorentz–FitzGerald-rövidülésnek is.
A rövidülés csak a fénysebességhez közeli sebességeken figyelhető meg, a mindennapi sebességeken elhanyagolható ez a hatás, bár elvileg minden sebességre igaz.
A rövidülés a megfigyelt mozgó tárgy mozgásával egyirányú.
Például 42 300 km/s sebességen a hossz még az eredeti 99%-a. (A fény sebessége 299 792 458 m/s).
Ahogy a sebesség közelít a fény sebességéhez, a hatás dominánssá válik, mint azt az alábbi egyenlet mutatja:
{\displaystyle L={\frac {L_{0}}{\gamma (v)}}=L_{0}{\sqrt {1-v^{2}/c^{2}}}}
ahol
{\displaystyle L_{0}} a test hossza nyugalomban,
{\displaystyle L} a megfigyelő által észlelt hosszúság,
{\displaystyle v\,} a relatív sebesség a megfigyelő és a mozgó tárgy között,
{\displaystyle c\,} a fénysebesség,
és a Lorentz-tényező:
{\displaystyle \gamma (v)\equiv {\frac {1}{\sqrt {1-v^{2}/c^{2}}}}\ }.
A relatív mozgáskor a tárgy hossza az a táv, amelyet egy ponthoz viszonyítva a tárgy két végének szimultán mérésekor kivonnak egymásból. Még általánosabb konverzió kapható a Lorentz-transzformációból.

## Történet
A hosszkontrakciót először George FitzGerald (1889) és Hendrik Lorentz (1892) vetette fel, amikor a Michelson–Morley-kísérlet negatív eredményét próbálták megmagyarázni, hogy megmentsék a stacionárius éter hipotézisét (Lorentz–FitzGerald-rövidülés-hipotézis).
Habár mind FitzGerald, mind Lorentz megemlíti a tényt, hogy a mozgásban lévő elektrosztatikus tér deformálódik („Heaviside-Ellipszoid” Oliver Heaviside után, aki levezette a deformációt az elektromágneses elméletből, 1888-ban), mely egy ad hoc hipotézis volt, mert abban az időben nem volt elégséges ok és bizonyíték arra, hogy az intermolekuláris erők hasonló módon viselkednének, mint az elektromágneses erők.
1897-ben Joseph Larmor kidolgozott egy modellt, ahol már minden erőnek elektromágneses eredete van, és úgy tűnt, hogy a hosszkontrakció ennek közvetlen következménye.
Albert Einstein (1905) volt az első, aki a hipotézis ad hoc jellegét megszüntette azzal, hogy demonstrálta: a hosszkontrakció nem az éter dinamikus hatása, hanem a tér egy kinematikus hatása, és ezzel egy időben megfogalmazta a speciális relativitás elméletét. Einstein meglátását Hermann Minkowski és mások továbbfejlesztették, demonstrálták a téridő relativisztikus hatásait. Így a hosszkontrakció nem kinetikus, hanem kinematikus eredetű.

## Példák
Ha két test hosszát mérjük két különböző vonatkoztatási rendszerben, akkor az egyidejűség döntő jelentőségű. A newtoni mechanikában a szimultaneitás abszolút, és ezért L és {\displaystyle L_{0}} mindig egyenlő. A relativitás elméletében, mivel a fény sebessége állandó minden vonatkoztatási rendszerben, a szimultaneitás relativitásával együtt ezt az egyenlőséget megváltoztatja. Így ha egy megfigyelő az egyik rendszerben megméri a test végpontjait szimultán, a megfigyelők minden más rendszerben vitatják a mérés szimultán jellegét. Az eltérést a Lorentz-transzformáció tárgyalja és oldja meg. A transzformáció eredményeként az eredeti hossz változatlan marad és megfelel a test legnagyobb hosszának, miközben ugyanez a test egy másik vonatkoztatási rendszerben rövidebb lesz az eredeti hosszúságnál.
Ez a rövidülés csak a mozgás irányában történik, és a következő egyenlettel írható le:
{\displaystyle L=L_{0}\cdot {\sqrt {1-{\frac {v^{2}}{c^{2}}}}}}
ahol   {\displaystyle v} a relatív sebesség és {\displaystyle c} a fénysebesség
Ha például egy vonat az S’ állomáson áll, egy másik vonat az S állomáson áll, és a kettőjük közötti relatív sebesség v = 0,8 c, akkor az S’-ben egy rúd eredeti hosszúsága {\displaystyle L_{0}^{'}=30\ \mathrm {cm} }, a rövidült hossz L.
{\displaystyle L=L_{0}^{'}\cdot {\sqrt {1-{\frac {v^{2}}{c^{2}}}}}=18\ \mathrm {cm} }
A relativitás elméletéből következően a rövidülés szimmetrikus, és fordítva is igaz.
A hosszkontrakció egyszerűen levezethető a Lorentz-transzformációból.